# Балуан (село)
Балуан (каз. Балуан) — село в районе Шал акына Северо-Казахстанской области Казахстана. Село входит в состав Семипольского сельского округа. Код КАТО — 595649200.

## География
Расположено около озера Балуан.

## Население
В 1999 году численность населения села составляла 562 человека (285 мужчин и 277 женщин). По данным переписи 2009 года, в селе проживало 295 человек (157 мужчин и 138 женщин).